# Ottone Canella
Ottone Canella va ser un noble i patrici genovès nascut probablement més tard del 1070 d.C.

## Orígens
Fou el precursor de la dinastia Grimaldi, ja que ell va ser el que va signar en un acte on es va crear el "nomen gentis" (traduït al català "nom de la nació") Grimaldo.
Tot i així, Ottone pertanyia a la noblesa feudal que, durant el segle xi, va començar a viure a les muralles de la ciutat de Gènova. Aleshores, al 1133, aquest noble va convertir-se en Cònsol de Gènova, cosa que va permetre col·locar a la seva família com una de les més importants de la ciutat.

## Família
Ottone es va casar amb una dona de la noblesa local anomenada Adelasia, de la qual no es coneix el cognom. Aquests dos van tenir la següent descendència: Rubaldo, Bellamunto, Otto, Carlo, Bulzaneto, Anna Canella i, finalment, Grimaldo Canella (aquest últim fou el vertader fundador del cognom Grimaldi).
Aquest primer nucli familiar constitueix l'origen i la base de la futura Casa Grimaldi, malgrat que el cognom Canella continua existint fins al segle xvi.

## Desenvolupament de la família Grimaldi
Es va reconèixer la mort d'Ottone Canella l'any 1143, malgrat va morir abans. La direcció de la Casa va passar a mans dels fills mascles, tot i que finalment es va imposar Grimaldo Canella al poder. Ottone va estar durant segles a l'ombra, segons els escrits de la genealogia del fill Grimaldo, el qual aquest últim va ser atribuït com a pare i avantpassat de la dinastia, mític noble i Príncep. Fins i tot, va fer-se passar per descendent d'Heristal, amb l'objectiu de justificar "per dret" el poder de la Casa del Principat de Mònaco (que en realitat no es va aconseguir fins al segle xiv - XV i amb altres maniobres) i després col·locar encara més la família Grimaldi en territori francès (es va aconseguir en el segle xvii quan van aliar-se amb França).
Es reconeix Ottone, però, com el veritable fundador de la Casa, encara que el seu fill Grimaldo, és el patriarca de la família la qual es coneix com a Grimaldi. Ottone també torna a connectar a la seva família als orígens locals, i se situa com el primer i el més antic avantpassat fiable i segur. Pel que fa la seva ascendència, no està ben definida ni totalment comprovada.
Hi ha diverses hipòtesis sobre el "nomen" (nom) Grimaldi: probablement és un patronímic que es va convertir en un cognom (o pel nom heretat pel seu pare). En canvi, el cognom "Canella" era un sobrenom convertit a cognom que probablement tenia una certa afinitat o raó amb l'espècia d'homònim del qual va ser importat (possiblement en el temps de la Primera Croada, 1096-1099).